# Índice cardiotorácico
El índice cardiotorácico o relación cardiotorácica se utiliza en medicina para medir indirectamente el tamaño de la silueta cardiaca con la ayuda de una radiografía de tórax posterior-anterior (PA), una radiografía antero-posterior (AP) puede dar una falsa cardiomegalia.

## Método y valores normales

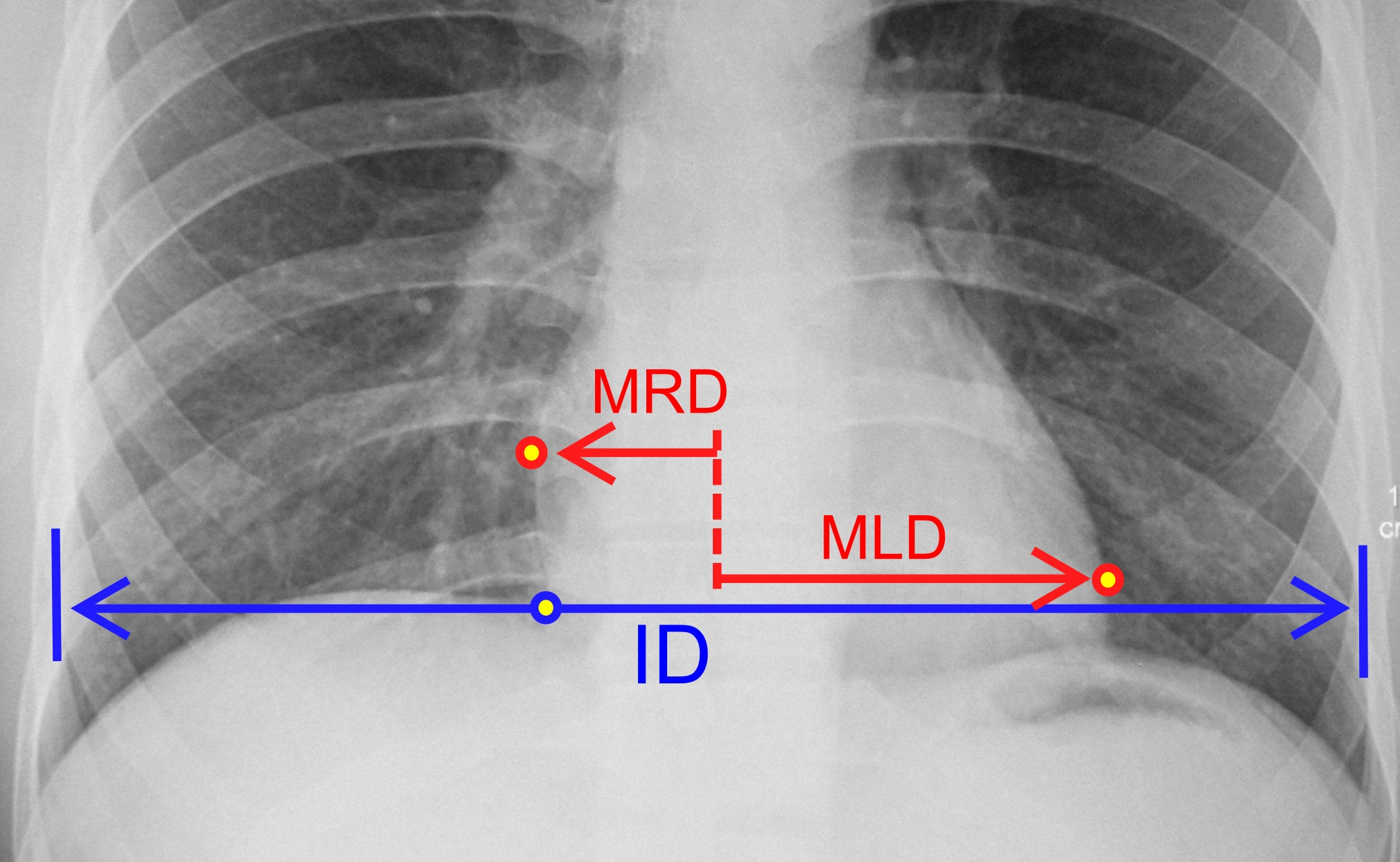
Índice cardiotorácico
Donde:
MRD = mayor diámetro perpendicular desde la línea media hasta el borde derecho del corazón
MLD = mayor diámetro perpendicular desde la línea media hasta el borde izquierdo del corazón
ID = diámetro interno del pecho al nivel del hemidiafragma derecho

Sobre la placa radiográfica se traza una línea que pase por el centro del tórax. Perpendicular a ésta se traza una segunda línea que llegue hasta la parte más externa del borde derecho del corazón (A) (MRD, en la imagen) y otra hasta la parte más externa del borde izquierdo (B) (MLD, en la imagen). Luego se traza otra línea que vaya del contorno interno de la caja costal derecha hasta el izquierdo, pasando tangencialmente por el borde superior del diafragma (C) (ID, en la imagen).
{\displaystyle {\begin{aligned}ICT&={\frac {A+B}{C}}\end{aligned}}}
Se realiza la división entre el diámetro transversal máximo del corazón (A + B) y el diámetro de la caja torácica en la inspiración profunda (C). Por lo general, es menor a 0,5 en los adultos; si es mayor a 0,5, se dice que hay cardiomegalia; en los niños, el índice es un poco mayor, como se muestra en la tabla que aparece a continuación.
| Edad                                                | Valor normal |
| --------------------------------------------------- | ------------ |
| < 1 año                                             | 0.49 a 0.64  |
| 2 a 5 años                                          | 0.39 a 0.60  |
| > 5 años                                            | ≤ 0.50       |
| Se considera cardiomegalia cuando es mayor de 0.50. |              |

## Consideraciones especiales
Se deber tener en cuentaː
- que sólo es válido en individuos normolíneos;
- en individuos brevilíneos o pacientes obesos, la elevación del diafragma causa la horizontalización del corazón, mostrando una falsa ampliación de la silueta cardíaca, por lo que no se mide en este caso el diámetro transversal del corazón, sino un diámetro intermedio entre la transversal y la longitudinal;
- en los sujetos longilíneos, el corazón está en una posición vertical, con una reducción de este índice;
- en las enfermedades pulmonares, así como en las patologías de la columna vertebral, con desviaciones anatómicas de la interrelación órgano-torácica, este índice se puede cambiar sin causa cardíaca.[2]

Para determinar si hay una cardiomegalia, se evalúan diferentes grados:
-Grado 1: 0.51 a 0.55
-Grado 2: 0.56 a 0.60
-Grado 3: 0.61 a 0.65
-Grado 4: >0.65